# Hérimoncourt
Hérimoncourt ist eine französische Gemeinde mit 3.530 Einwohnern (Stand: 1. Januar 2022) im Département Doubs in der Region Bourgogne-Franche-Comté. Sie gehört zum Kanton Audincourt im Arrondissement Montbéliard.

## Geographie
Hérimoncourt liegt auf 365 m, etwa zehn Kilometer südöstlich der Stadt Montbéliard (Luftlinie). Die Gemeinde, ein ehemaliges Straßendorf, erstreckt sich in den nördlichen Ausläufern des Juras, im Tal des Gland, das in die Hochflächen des Tafeljuras eingeschnitten ist. Der Ort befindet sich nahe der Grenze zur Schweiz.
Die Fläche des 7,29 km² großen Gemeindegebiets umfasst einen Abschnitt des nördlichen französischen Juras. Der zentrale Teil des Gebietes wird von der Talniederung des Gland eingenommen, die eine Breite von ungefähr 500 Meter aufweist. Der Gland entwässert das Gebiet nach Norden zum Doubs. Flankiert wird das Tal auf beiden Seiten von rund 100 m hohen Steilhängen, die besonders im südlichen Teil auch von Felsen durchzogen werden. Die Hänge und Hochflächen werden durch verschiedene Taleinschnitte untergliedert, die jedoch meist kein oberirdisches Fließgewässer zeigen. Nach Westen reicht der Gemeindeboden auf die Tafeljurahochfläche von Mouterot (502 m) und Thulay (bis 500 m). Im Osten steigt das Gelände an zum Plateau von Abbévillers mit den Waldgebieten Bois de la Bouloye (bis 575 m) und Forêt Hollard. Auf der Lichtung Pré au Sire in der Forêt Hollard wird mit 578 m die höchste Erhebung von Hérimoncourt erreicht.
Zu Hérimoncourt gehören die Ortsteile: 
- Terre-Blanche (355 m) im Tal des Gland nördlich des Ortszentrums
- La Chapotte (376 m) im Tal des Gland südlich des Ortszentrums

Nachbargemeinden von Hérimoncourt sind Seloncourt und Vandoncourt im Norden, Abbévillers im Osten, Meslières und Roches-lès-Blamont im Süden sowie Thulay im Westen.

## Geschichte
Das Gemeindegebiet von Hérimoncourt war schon sehr früh besiedelt. Auf den Anhöhen von Vieilles Vignes und Mouterot wurden verschiedene Werkzeuge (Silexsteine, weitere Schneidegeräte und ein Beil aus dem Neolithikum) sowie mehrere Tumuli entdeckt. Bei La Bouloye wurden 1856 zwei Menhire gefunden. Weitere Zeugnisse stammen aus der Burgunder- und der Merowingerzeit.
Erstmals urkundlich erwähnt wird Hérimoncourt im Jahr 1188 unter dem Namen Arynmoneourt. Im Lauf der Zeit wandelte sich die Schreibweise über Erimoncort (1189), Irmencuort (1241), Herimoncort (1339) und Erimoncour (1699) zum heutigen Namen. Seit seiner ersten Nennung gehörte Hérimoncourt zur Herrschaft Blamont, die unter der Oberhoheit der Grafen von Montbéliard stand. Die kirchliche Hoheit hatte das Kloster Belchamp inne. Im Jahr 1282 ging die Herrschaft Blamont von Montbéliard in den Besitz der Herren von Neuchâtel über. Für das 14. Jahrhundert ist eine lokale Adelsfamilie belegt. Nachdem Hérimoncourt 1506 wieder unter die Oberhoheit der Grafen von Montbéliard gekommen war, wurde 1541 die Reformation eingeführt und die örtliche Kirche wurde lutherisch.
Unter dem Einfall der Guisen (1587/88) und während des Dreißigjährigen Krieges (besonders in der Zeit von 1633 bis 1642) hatte Hérimoncourt schwer zu leiden. Als Teil der Herrschaft Blamont, die eine der vier Herrschaften des Fürstentums Württemberg-Mömpelgard (Montbéliard) bildete und 1699 von Frankreich annektiert wurde, gelangte Hérimoncourt 1748 vertraglich endgültig an Frankreich.

## Sehenswürdigkeiten
|  |  |

Im Ort befinden sich eine lutherische und eine katholische Kirche. Die lutherische Kirche wurde 1824 fertiggestellt und ersetzte den Vorgängerbau aus vorreformatorischer Zeit. Die katholische Kirche St. Peter und Paul wurde in mehreren Etappen von 1882 bis 1925 errichtet. An erhöhter Lage steht das zu Beginn des 20. Jahrhunderts erbaute Château Pierre-Peugeot, dessen Stil an einen englischen Herrschaftssitz erinnert. Die Siedlung La Bastille aus dem 19. Jahrhundert repräsentiert eine typische Arbeitersiedlung dieser Zeit. Im Musée Roger Comte werden die Werke des Malers gezeigt.

## Bevölkerung
| Jahr                       | 1901 | 1926 | 1962 | 1968 | 1975 | 1982 | 1990 | 1999 | 2006 | 2016 |
| Einwohner                  | 3749 | 3501 | 3467 | 3467 | 3180 | 3508 | 3923 | 3908 | 3861 | 3640 |
| Quellen: Cassini und INSEE |      |      |      |      |      |      |      |      |      |      |

Mit 3530 Einwohnern (Stand 1. Januar 2022) gehört Hérimoncourt zu den mittelgroßen Gemeinden des Départements Doubs. Von 1850 bis 1900 zeigte die Einwohnerzahl im Zuge der Industrialisierung ein rasches Wachstum. Mit knapp 3800 Personen erreichte die Einwohnerzahl um 1900 den vorläufigen Höchststand. Danach folgte eine Zeit der Stagnation und nach 1930 ein Rückgang um 14 %. Besonders in der Zeit von 1975 bis 1990 wurde ein deutliches Wachstum (23 %) verzeichnet. Mit fast 4000 Einwohnern wurde zu Beginn der 1990er Jahre der bisherige Höchststand erreicht. Seither ist die Bevölkerungszahl wieder leicht rückläufig. Das Siedlungsgebiet von Hérimoncourt ist heute mit dem von Seloncourt beinahe lückenlos zusammengewachsen.

## Wirtschaft und Infrastruktur
Schon zu Beginn des 19. Jahrhunderts entwickelte sich Hérimoncourt zu einem Industriestandort. Die Industrie- und Gewerbeareale konzentrieren sich in der Talebene des Gland bei Terre-Blanche und La Chapotte.
Hérimoncourt gilt als Wiege der Familie Peugeot. Hier wurden bereits Mitte des 18. Jahrhunderts die ersten Werkstätten in den Bereichen Metallverarbeitung und Textilien gegründet. Eine Fabrik der Peugeot-Gruppe, die sich auf die Herstellung von elektrisch betriebenen Handwerksgeräten spezialisiert hatte, musste ihren Betrieb im Jahr 2001 schließen. Zu den wichtigsten Arbeitgebern der Gemeinde gehört heute Faurecia, eine Filiale der Peugeot-Gruppe, die Filter und Abgasanlagen produziert. Daneben bestehen verschiedene kleinere Firmen in den Bereichen Mechanik, Holzverarbeitung und elektrische Industrie. Ferner gibt es verschiedene Unternehmen, die im Dienstleistungssektor tätig sind sowie zahlreiche Geschäfte des Einzelhandels für den täglichen Bedarf. Hérimoncourt ist Standort eines Collège und dreier medizinisch-pädagogischer Institute.
Mit der Eröffnung der Trambahn von Montbéliard nach Hérimoncourt im Jahr 1887 wurde die Gemeinde an das Netz des öffentlichen Verkehrs angebunden, doch der Betrieb der Linie wurde 1932 wieder aufgegeben. Heute gehört Hérimoncourt zum Gemeindeverband Pays de Montbéliard Agglomération.
Die Ortschaft ist verkehrstechnisch gut erschlossen. Sie liegt an der Hauptstraße D34, die von Audincourt nach Porrentruy führt. Der nächste Anschluss an die Autobahn A36 befindet sich in einer Entfernung von ungefähr zehn Kilometern. Weitere Straßenverbindungen bestehen mit Vandoncourt, Glay und Thulay. Mit Audincourt und der Stadt Montbéliard ist Hérimoncourt durch eine Buslinie verbunden.

## Persönlichkeiten
- Pierre Mégnin (1828–1905), Tierarzt und Entomologe
- Armand Peugeot (1849–1915), Unternehmer